# Каармізе
Ка́армізе (ест. Kaarmise küla) — село в Естонії, у волості Ляене-Сааре повіту Сааремаа.

## Населення
Чисельність населення на 31 грудня 2011 року становила 19 осіб.

## Географія
З півночі село оточує озеро Каармізе (Kaarmise järv).
Поблизу села проходить автошлях 101 (Тиллі — Мустьяла — Таґаранна).

## Історія
До 12 грудня 2014 року село входило до складу волості Каарма.

## Пам'ятки природи
На північ від села лежить територія заказника Каармізе (Kaarmise hoiuala) площею 257,1 га (58°21′4″ пн. ш. 22°20′54″ сх. д. / 58.35111° пн. ш. 22.34833° сх. д.), який на заході межує з природним заповідником «Карстові воронки Йиемпа» (Jõempa kurisud), площа — 9,5 га (58°21′2″ пн. ш. 22°20′7″ сх. д. / 58.35056° пн. ш. 22.33528° сх. д.).